# Amphelictus secus
Amphelictus secus är en skalbaggsart som beskrevs av Martins och Monné 2005. Amphelictus secus ingår i släktet Amphelictus och familjen långhorningar. Inga underarter finns listade i Catalogue of Life.